# Макаров, Василий Иванович (генерал)
Василий Иванович Макаров (18 марта 1926 — 16 февраля 2024) — советский военачальник, военный лётчик, генерал-лейтенант авиации.

## Биография
Родился 18 марта 1926 года в селе Новый Курлак Воронежской области в крестьянской семье.
В 1942 году в период Великой Отечественной войны принимал участие в действиях против диверсионных групп врага. С 1943 года был призван в ряды Красной Армии и направлен на учёбу в Иркутскую военную авиационную школу. С 1944 года — авиационный механик самолёта Пе-2.
С 1945 по 1949 год курсант 9-й военной авиационной школы пилотов и Первого Чкаловского военного авиационного училища лётчиков. С 1950 по 1953 год — лётчик-инструктор и командир звена 1-го ЧВАУЛ — обучал лётчиков-штурмовиков.
С 1953 по 1956 год обучался на командном факультете Краснознамённой военно-воздушной академии. С 1956 по 1966 год — офицер оперативного отдела 54-й воздушной армии на Дальнем Востоке. С 1959 по 1969 год — начальник штаба 352-го отдельного разведывательного авиационного полка и 18-го гвардейского истребительного авиационного полка, начальник оперативного отделения штаба и начальник штаба 303-й истребительной авиационной дивизии 1-й Краснознамённой воздушной армии Дальневосточного военного округа.
С 1966 по 1969 год обучался в Военной ордена Ленина Краснознамённой ордена Суворова академии Генерального штаба Вооружённых Сил СССР имени К. Е. Ворошилова. С 1969 по 1972 год — начальник оперативного отдела, с 1972 по 1975 год — начальник штаба 26-й воздушной армии.
С 1975 по 1980 год — заместитель начальника управления и с 1980 по 1989 год —
начальник управления ВВС и ПВО Главного оперативного управления Генерального штаба Вооружённых сил СССР. Участник боевых действий в Афганистане.
С 1990 по 1991 год — консультант Комитета Верховного Совета СССР по вопросам обороны и государственной безопасности. С 1992 года — ведущий специалист и ведущий научный сотрудник ЦВСИ ГШ ВС России.
Скончался 16 февраля 2024 года на 98-м году жизни. Похоронен на Троекуровском кладбище.

## Награды
- Орден Красной Звезды
- Орден «За службу Родине в Вооружённых Силах СССР» II и III степени